# جزيرة ماجيراوي

جزيرة ماجيراوي

جزيرة ماجيراوي (باللغة النرويجية: Magerøya/Máhkarávju) هي جزيرة في أقصى شمال النرويج، وتبلغ مساحتها حوالي 436.6 كيلو متر مربع، ووجد علماء الآثار أدلة على مستوطنات يعود تاريخها إلى 10،000 سنة، يربط الجزيرة نفق تحت سطح البحر، وهو جزء من الطريق E69 الطريق الأوروبي السريع، شِيّد في الفترة مابين عامين 1993/1999، بطول 6.87 كيلو متر (4.27 ميل)، ويصل عمق النفق إلى 212 متر (696 قدم) تحت مستوى سطح البحر، كان واحداً من أطول وأعمق الأنفاق تحت سطح البحر في العالم.

## صور

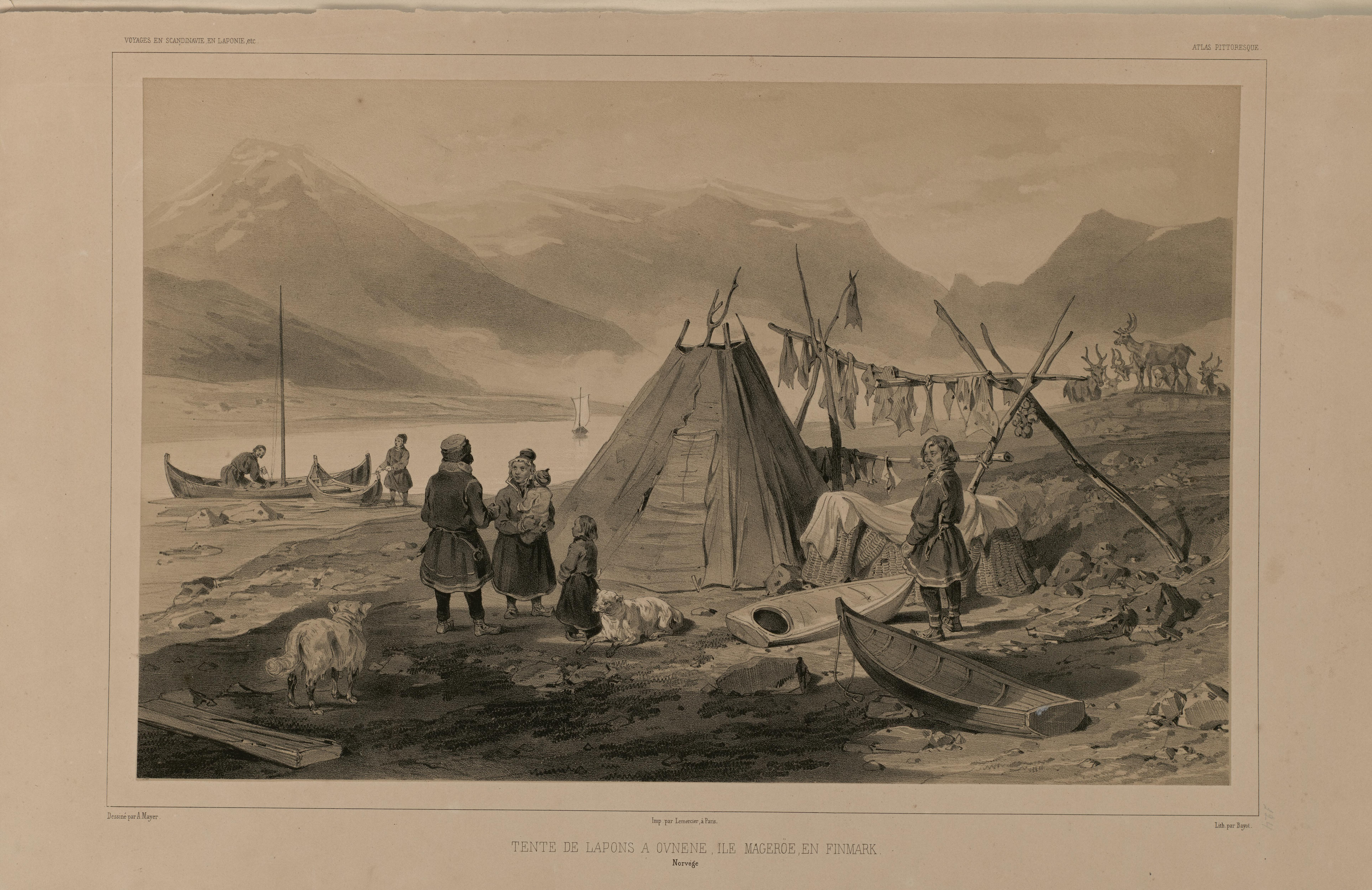
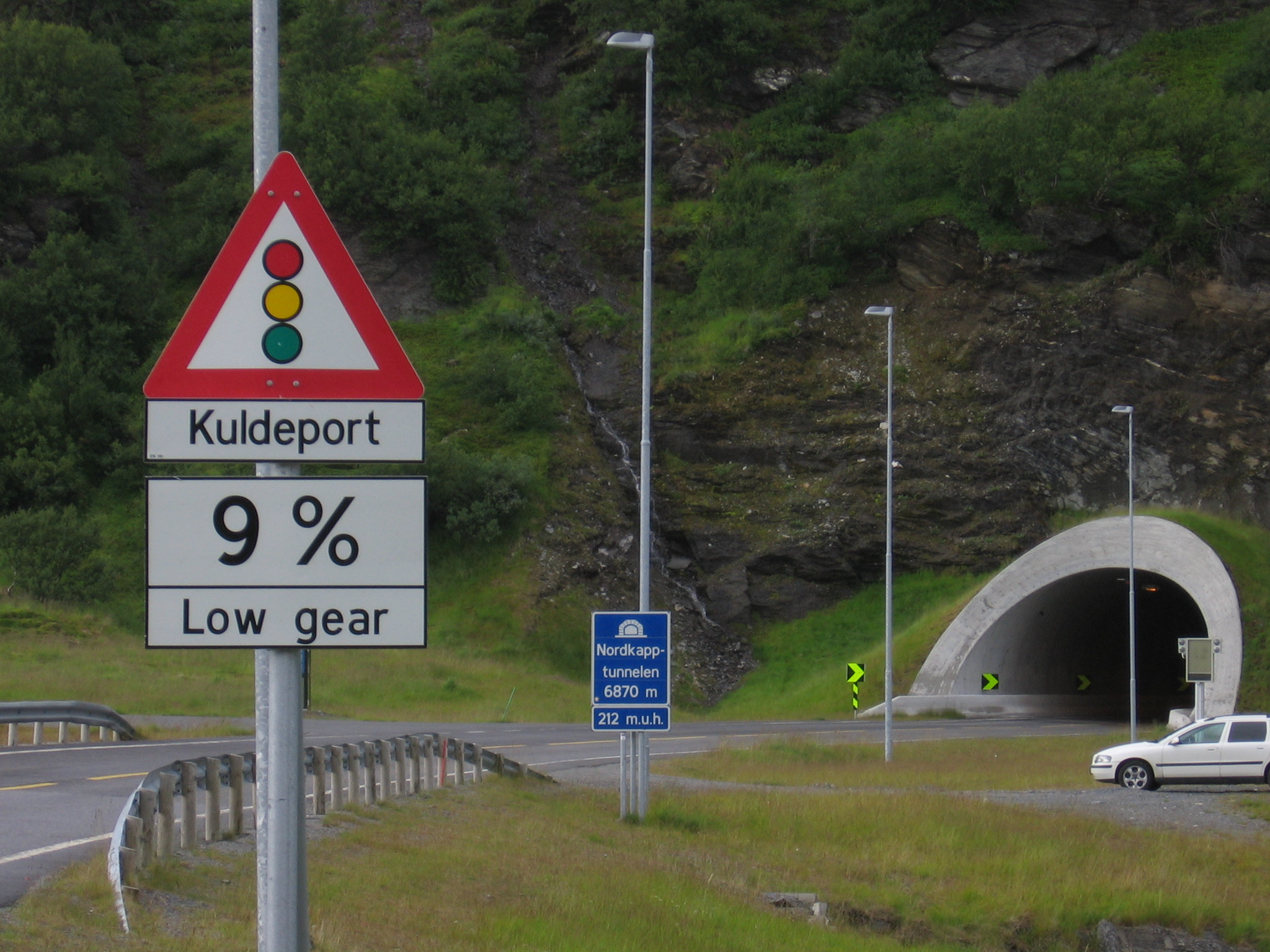
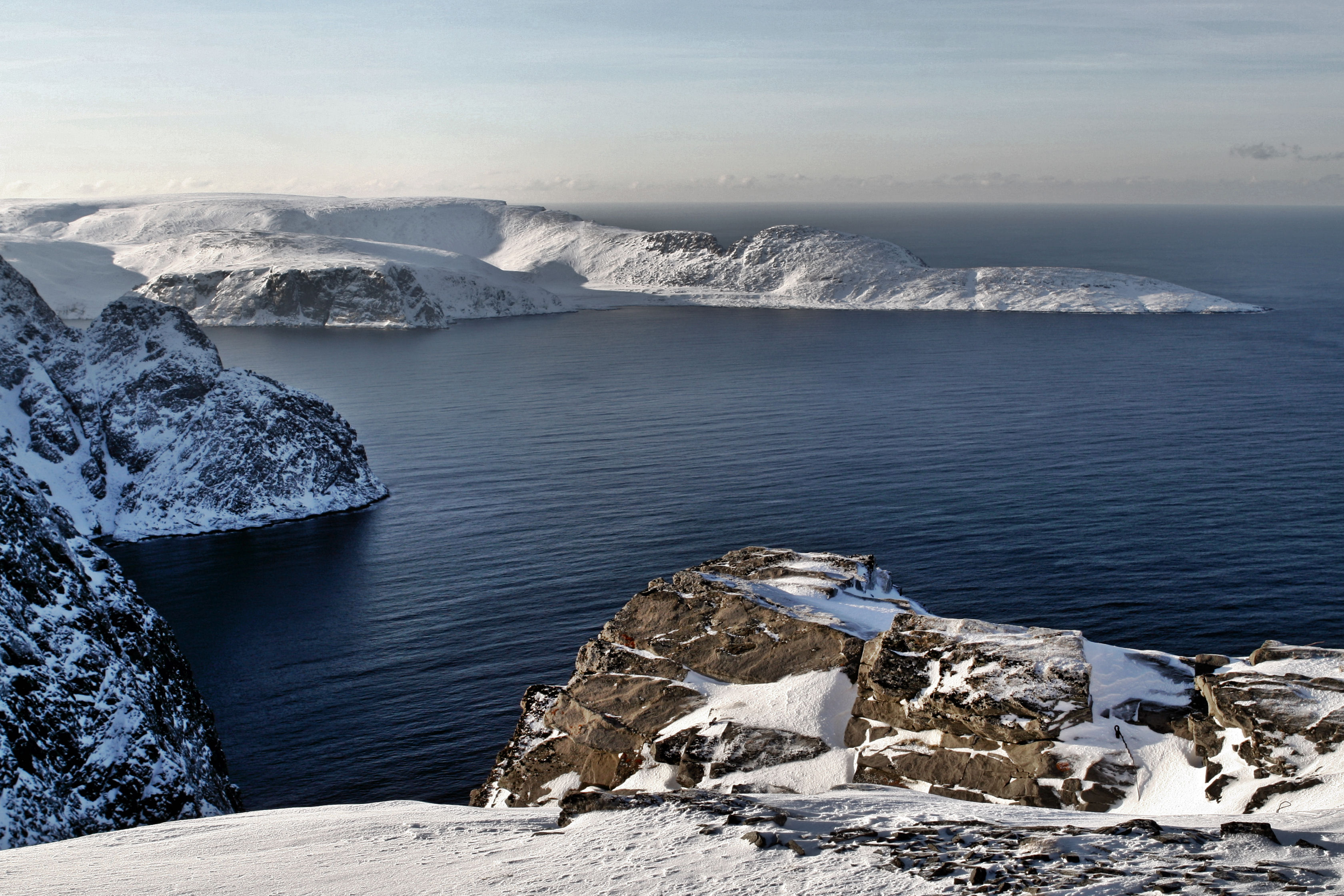
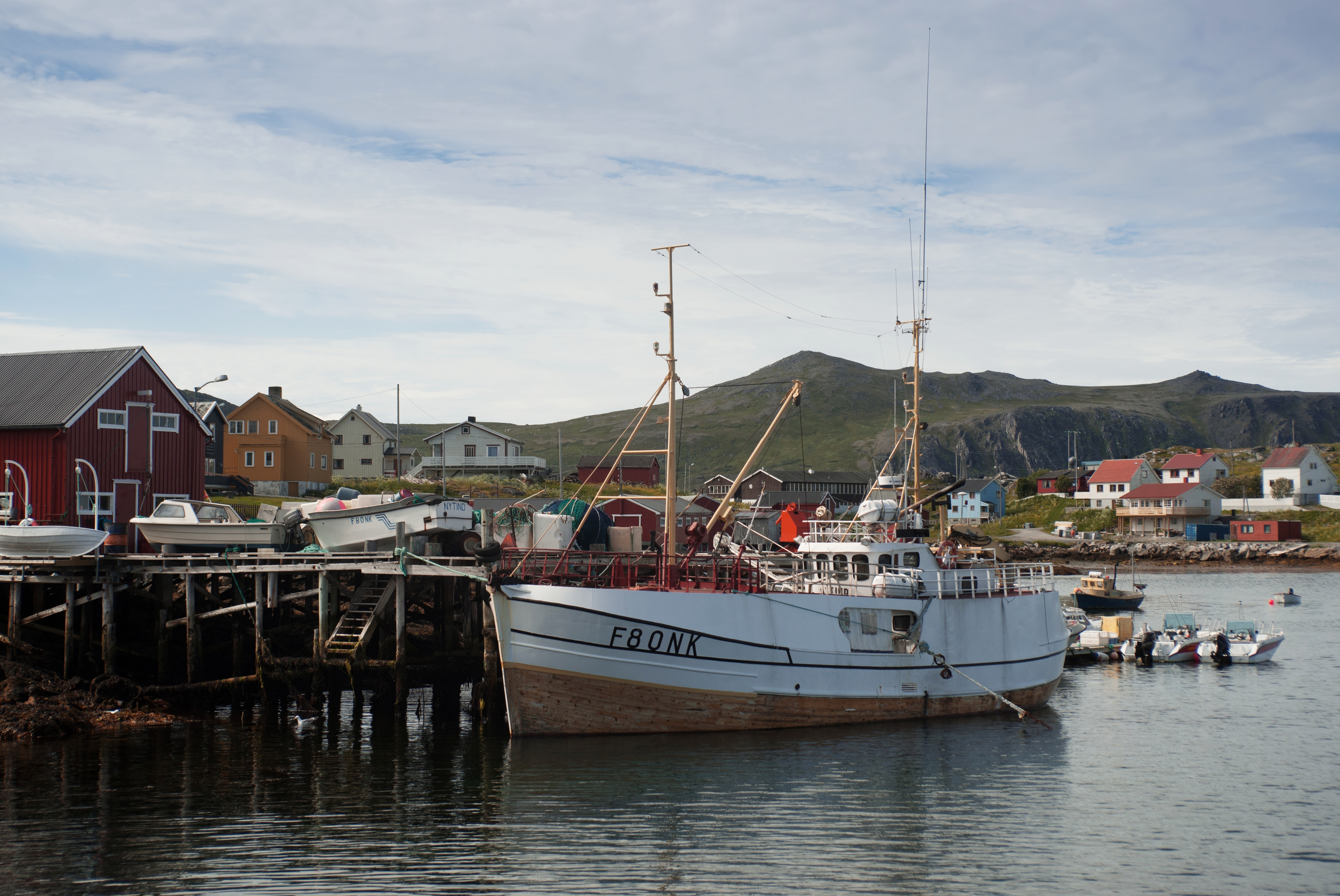
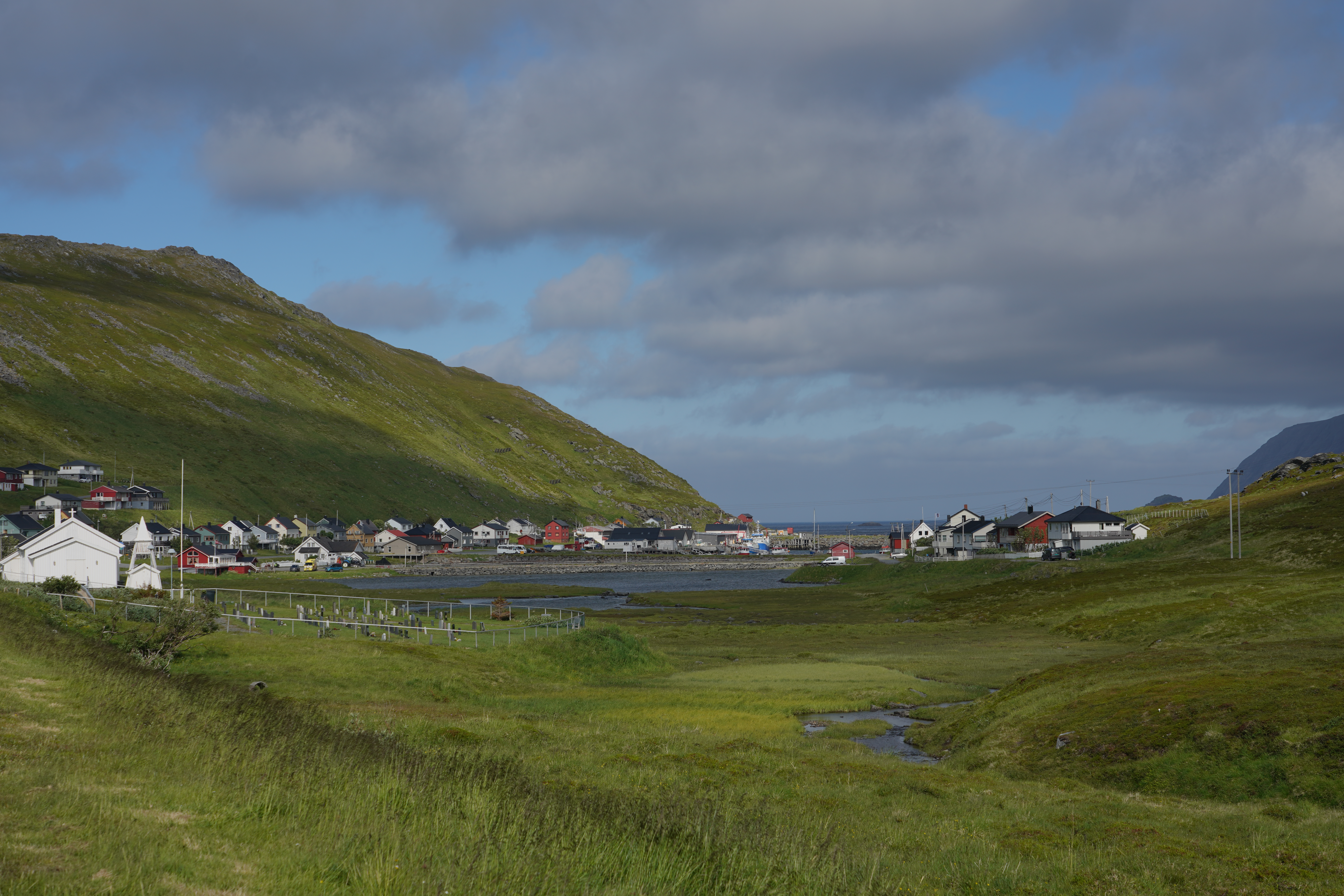

## وصلات خارجية
- موسوعة النرويج (باللغة النرويجية)